# Золотая малина (премия, 2022)
42-я церемония объявления лауреатов премии «Золотая малина» за сомнительные заслуги в области кинематографа за 2021 год. Церемония состоялась 26 марта 2022 года за день до вручения премии «Оскар». Номинанты были объявлены 7 февраля 2022 года.
В этом году была введена специальная номинация под названием «Худшая игра Брюса Уиллиса в фильме 2021 года», которая состояла из всех восьми фильмов, в которых Брюс Уиллис снялся в 2021 году. В конце марта, уже после присуждения премии, стало известно, что Брюс Уиллис завершает свою актёрскую карьеру из-за проблем со здоровьем. У актёра была диагностирована афазия. Организаторы премии сначала оставили по этому поводу ироничный комментарий в Твиттере, но днём позже, на волне негативной реакции общественности, заявили, что снимают номинацию Брюса Уиллиса, так как плохая игра актёра была вызвана проблемами со здоровьем.

## Список лауреатов и номинантов
• Победители выделены отдельным цветом .
| Категории                                    | Лауреаты и номинанты                                                                      |
| -------------------------------------------- | ----------------------------------------------------------------------------------------- |
| Худший фильм                                 | • Диана: Мюзикл / Diana                                                                   |
| Худший фильм                                 | • Бесконечность / Infinite                                                                |
| Худший фильм                                 | • Карен / Karen                                                                           |
| Худший фильм                                 | • Космический джем: Новое поколение / Space Jam: A New Legacy                             |
| Худший фильм                                 | • Женщина в окне / The Woman in the Window                                                |
| Худший режиссёр                              | • Кристофер Эшли — «Диана: Мюзикл»                                                        |
| Худший режиссёр                              | • Стивен Чбоски — «Дорогой Эван Хансен»                                                   |
| Худший режиссёр                              | • Коук Дэниелс — «Карен»                                                                  |
| Худший режиссёр                              | • Ренни Харлин — «Ограбление по-джентльменски»                                            |
| Худший режиссёр                              | • Джо Райт — «Женщина в окне»                                                             |
| Худший актёр                                 | • Леброн Джеймс — «Космический джем: Новое поколение»                                     |
| Худший актёр                                 | • Скотт Иствуд — «Опасный»                                                                |
| Худший актёр                                 | • Роу Хартэмпф — «Диана: Мюзикл»                                                          |
| Худший актёр                                 | • Бен Платт — «Дорогой Эван Хансен»                                                       |
| Худший актёр                                 | • Марк Уолберг — «Бесконечность»                                                          |
| Худшая актриса                               | • Жанна де Ваал — «Диана: Мюзикл»                                                         |
| Худшая актриса                               | • Эми Адамс — «Женщина в окне»                                                            |
| Худшая актриса                               | • Меган Фокс — «Полночь на злаковом поле»                                                 |
| Худшая актриса                               | • Тэрин Мэннинг — «Карен»                                                                 |
| Худшая актриса                               | • Руби Роуз — «Ангел мести»                                                               |
| Худший актёр второго плана                   | • Джаред Лето — «Дом Gucci»                                                               |
| Худший актёр второго плана                   | • Бен Аффлек — «Последняя дуэль»                                                          |
| Худший актёр второго плана                   | • Ник Кэннон — «Ограбление по-джентльменски»                                              |
| Худший актёр второго плана                   | • Мел Гибсон — «Опасный»                                                                  |
| Худший актёр второго плана                   | • Гарет Кигэн — «Диана: Мюзикл»                                                           |
| Худшая актриса второго плана                 | • Джуди Кэй — «Диана: Мюзикл»                                                             |
| Худшая актриса второго плана                 | • Эми Адамс — «Дорогой Эван Хансен»                                                       |
| Худшая актриса второго плана                 | • Софи Куксон — «Бесконечность»                                                           |
| Худшая актриса второго плана                 | • Эрин Дэйви — «Диана: Мюзикл»                                                            |
| Худшая актриса второго плана                 | • Тэрин Мэннинг — «Все до последнего»                                                     |
| Худший актёрский дуэт                        | • Леброн Джеймс и любая мультяшка — «Космический джем: Новое поколение»                   |
| Худший актёрский дуэт                        | • Любые актёры в любом музыкальном номере — «Диана: Мюзикл»                               |
| Худший актёрский дуэт                        | • Джаред Лето и его латексное лицо, вызывающая одежда или нелепый акцент — «Дом Gucci»    |
| Худший актёрский дуэт                        | • Бен Платт и любой другой персонаж, который ведет себя как Платт — «Дорогой Эван Хансен» |
| Худший актёрский дуэт                        | • Том и Джерри — «Том и Джерри»                                                           |
| Худший приквел, сиквел, ремейк или плагиат   | • Космический джем: Новое поколение / Space Jam: A New Legacy                             |
| Худший приквел, сиквел, ремейк или плагиат   | • Карен / Karen                                                                           |
| Худший приквел, сиквел, ремейк или плагиат   | • Том и Джерри / Tom & Jerry                                                              |
| Худший приквел, сиквел, ремейк или плагиат   | • Твист / Twist                                                                           |
| Худший приквел, сиквел, ремейк или плагиат   | • Женщина в окне / The Woman in the Window                                                |
| Худший сценарий                              | • Сценарий Джо Ди Пьетро, музыка и тексты Дэвид Брайан и Джо Ди Пьетро — «Диана: Мюзикл»  |
| Худший сценарий                              | • Коук Дэниелс — «Карен»                                                                  |
| Худший сценарий                              | • Роберт Хенни и Курт Уиммер — «Ограбление по-джентльменски»                              |
| Худший сценарий                              | • Салли Коллетт и Джон Рэтхолл — «Твист»                                                  |
| Худший сценарий                              | • Трейси Леттс — «Женщина в окне»                                                         |
| Приз за восстановление репутации             | • Уилл Смит — «Король Ричард»                                                             |
| Приз за восстановление репутации             | • Джейми Дорнан — «Белфаст»                                                               |
| Приз за восстановление репутации             | • Николас Кейдж — «Свинья»                                                                |
| Худшая игра Брюса Уиллиса в фильме 2021 года | • Звёздный рубеж / Cosmic Sin                                                             |
| Худшая игра Брюса Уиллиса в фильме 2021 года | • Осада / American Siege                                                                  |
| Худшая игра Брюса Уиллиса в фильме 2021 года | • Преступный квест / Apex                                                                 |
| Худшая игра Брюса Уиллиса в фильме 2021 года | • Тупик / Deadlock                                                                        |
| Худшая игра Брюса Уиллиса в фильме 2021 года | • Крепость / Fortress                                                                     |
| Худшая игра Брюса Уиллиса в фильме 2021 года | • Полночь на злаковом поле / Midnight in the Switchgrass                                  |
| Худшая игра Брюса Уиллиса в фильме 2021 года | • За гранью жизни / Out of Death                                                          |
| Худшая игра Брюса Уиллиса в фильме 2021 года | • Выжить в игре / Survive the Game                                                        |